# Sweety
Sweety ist ein deutschsprachiger Schlager, der von Werner Scharfenberger im Foxtrot-Rhythmus komponiert und von Kurt Feltz getextet wurde. Von Peter Kraus gesungen wurde er in Deutschland zu einem Top-Ten-Erfolg. 

## Produktion
1962 stand Peter Kraus im sechsten Jahr seiner Plattenerfolge, hatte aber bisher nur einen Nummer-eins-Hit mit Hula Baby. Mit seinen letzten drei Singles war er aber jeweils unter die Top 10 der deutschen Hitparaden gekommen. Im Sommer 1962 plante seine Plattenfirma Polydor eine neue Peter-Kraus-Single. Als Autorenteam waren Werner Scharfenberger und Kurt Feltz vorgesehen, die bereits ein Jahr zuvor für Peter Kraus den Erfolgssong Schwarze Rose, Rosemarie geschrieben hatten. Für die neue Produktion legte Feltz einen Text mit dem Titel Sweety vor, in dem Sweety neben Palmenhain, Mondschein und Seligkeit alles Mögliche versprochen wird. Unter der Leitung von Gerhard Mendelson und unter Mitwirkung des Orchesters Werner Scharfenberger wurde der Song im Wiener Austrophon-Studio produziert. Im Juli 1962 veröffentlichte Polydor die Single mit den Titeln Sweety und Straße der Sehnsucht unter der Katalog-Nummer 24 847.

## Erfolge
Sweety erreichte in Deutschland Position zwei der Singlecharts und konnte sich insgesamt vier Monate lang in den Top 10 sowie allgemein in den Charts halten. Kraus erreichte hiermit zum 17. und letzten Mal die Top 10 der deutschen Singlecharts. Insgesamt ist es der 38. Charterfolg für Kraus in Deutschland.

## Coverversionen
Zwei Billiglabel coverten Sweety noch im selben Jahr des Erscheinens der Originalversion. Tempo veröffentlichte eine Version mit Ronnie Martis auf einer normalen Single, bei Baccarola sangen Bob Gerry und die Rivieras den Titel auf einer EP. Zwei Instrumentalversionen erschienen mit dem französischen Akkordeonisten Aimable (EP auf Vogue) und dem Orchester Albert Vossen (EP auf Electrola). In Finnland veröffentlichte His Master’s Voice eine Single mit der Sängerin Marjatta Leppänen, die Sweety mit einem finnischen Text von Veikko Vallas alias Sauvo Puhtila sang. 